# WHOO WHOO WHOO
「WHOO WHOO WHOO」（フー・フー・フー）は、日本のロックバンド・Mrs. GREEN APPLEの1作目のデジタルシングル。

## 概要
- 前作「WanteD! WanteD!」から約4ヶ月ぶりにして、初のデジタルシングル。
- 初のノンタイアップシングルでもある。

## 収録曲
1. WHOO WHOO WHOO [3:51]
作詞・作曲・編曲：大森元貴
「Mrs. GREEN APPLE MGA MEET YOU TOUR」の初日公演にて初披露され、以降未発表曲として披露されてきた楽曲[1]。当初はこのバンドで発売することすら視野に入れておらず、大森が個人的主観で制作したものをメンバーで共有し、試しにツアー初日にやってみたら反響が良かったため発売を視野に入れたという。ほぼ全編打ち込みのティーン・ポップを意識したEDMだが、バンドサウンドとEDMの融合をイメージしてライブを通してアレンジが変わっていったという。ギターソロも、レコーディングに際して新たに弾き直している。大森としては反骨心や遊び心で制作したため歌詞に意味は込めておらず、強いていうなら英詞の部分における「テンション上がったら『WHOO!』って声出しちゃえよ」という自由を肯定するメッセージだという[2]。

## 参加ミュージシャン
Mrs. GREEN APPLE
- 大森元貴：Vocal & Chorus & Programming
- 若井滉斗：Electric Guitar
- 山中綾華：Drums
- 藤澤涼架：Additional Programming
- 髙野清宗：Electric Bass

## 収録アルバム
- ENSEMBLE